# Allisoniella nigra
Allisoniella nigra är en bladmossart som först beskrevs av Rodway, och fick sitt nu gällande namn av Rudolf Mathias Schuster. Allisoniella nigra ingår i släktet Allisoniella och familjen Cephaloziellaceae.

## Underarter
Arten delas in i följande underarter:
- A. n. novaezelandiae
- A. n. acutiloba
- A. n. nigra